# Héric (rivière)
Pour les articles homonymes, voir Héric (homonymie).
Héric est une rivière française prenant sa source au-dessus de Mons dans le département de l'Hérault en France. Elle se jette dans le fleuve Orb. Elle a creusé les pittoresques Gorges d'Héric dans le Massif du Caroux.

## Communes et cantons traversés
- Cambon-et-Salvergues
- Castanet-le-Haut
- Mons
- Rosis

## Affluents
- le Vialet
- le Rieutord

## Hydrologie
De 13,9 km de longueur, l'été il est souvent à sec. Mais en automne son débit frôle les 100 m3/s.

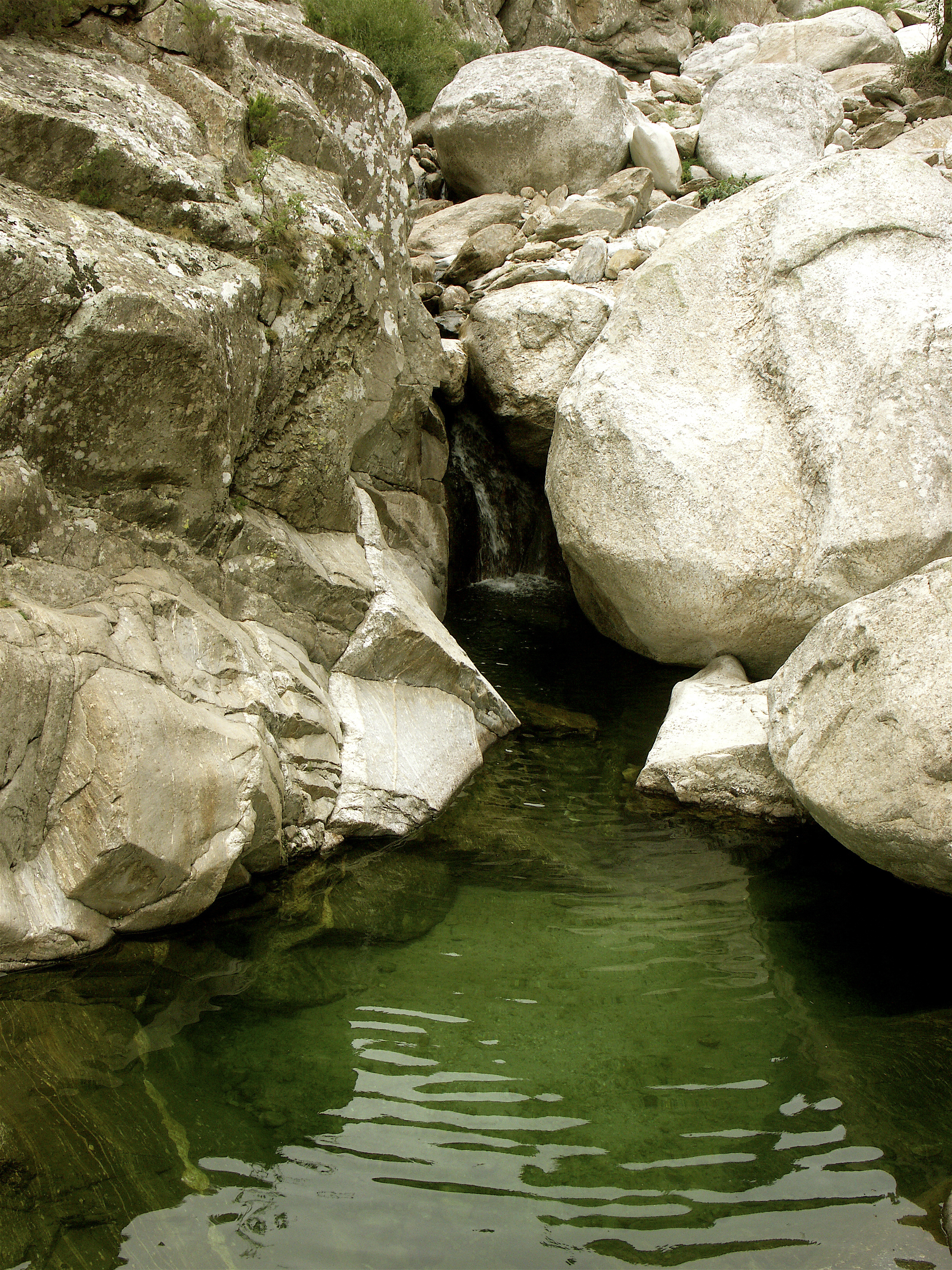
Ruisseau d'Héric